# P.S. Je te déteste
 (août 2025).
Si vous disposez d'ouvrages ou d'articles de référence ou si vous connaissez des sites web de qualité traitant du thème abordé ici, merci de compléter l'article en donnant les références utiles à sa vérifiabilité et en les liant à la section « Notes et références ».
P.S. Je te déteste est un épisode de la série télévisée d'animation Les Simpson. Il s'agit du dix-septième épisode de la trente-sixième saison et du 785e de la série.

## Réception
Lors de sa première diffusion, l'épisode a attiré ?million de téléspectateurs.